# Železniční trať Trutnov – Teplice nad Metují
Železniční trať Trutnov – Teplice nad Metují (v jízdním řádu pro cestující označená číslem 047) je jednokolejná regionální trať. Na trati se nachází jeden tunel.

## Historie
Listina o koncesi ze dne 20. února 1906 byla vydána ke stavbě a provozování lokomotivní železnice, která byla zřízena jako místní dráha o normálním rozchodu, ze stanice Teplice (německy Weckelsdorf) do Poříčí. Koncesionář se zavázal, že povolenou železnici začne ihned stavět, že ji nejpozději do dvou let postaví a že na ní začne provozovat pravidelnou dopravu.
Dráhu vlastnila společnost Místní dráha Trutnov – Teplice nad Metují od zahájení dopravy v září 1908 až do svého zestátnění po roce 1935.

## Provoz na trati
| období jízdního řádu                                                                 | číslo tratě a provozovaný úsek                      | počet vlaků v úseku                                                                                |
| ------------------------------------------------------------------------------------ | --------------------------------------------------- | -------------------------------------------------------------------------------------------------- |
| 1921 léto                                                                            | 156 Trutnov – Poříčí u Trutnova – Teplice n. Metují | 4 Sm                                                                                               |
| 1928/29 zima                                                                         | 166 Trutnov – Teplice n. Metují                     | 4 N                                                                                                |
| 1937/38 zima                                                                         | 138 Trutnov – Teplice n. Metují                     | 4 Os                                                                                               |
| 1944/45                                                                              | 155g Weckelsdorf – Trautenau                        | 5 Os                                                                                               |
| 1945/46                                                                              | 4n Trutnov – Teplice n. Metují                      | 4 Os                                                                                               |
| 1959/60                                                                              | 4k Trutnov – Teplice n. Metují                      | 4 Os Trutnov - Radvanice, 5 Os Radvanice – Adršpach skály, 9 Os Adršpach skály – Teplice n. Metují |
| 1988/89                                                                              | 047 Trutnov – Teplice n. Metují                     | 9 Os Trutnov – Horní Adršpach, 12 Os Horní Adršpach - Teplice n. Metují                            |
| 2002/03                                                                              | 047 Trutnov – Teplice n. Metují                     | 10 Os Trutnov –Adršpach, 14 Os Adršpach - Teplice n. Metují                                        |
| 2012/13                                                                              | 047 Trutnov - Teplice n. Metují                     | 6 Os Trutnov –Adršpach, 12 Os Adršpach - Teplice n. Metují                                         |
| 2023/24                                                                              | 047 Trutnov - Teplice n. Metují                     | 7 Os Trutnov - Adršpach. 14 Os Adršpach - Teplice n. Metují                                        |
| Vysvětlivky: Sm – smíšený vlak, N – nákladní vlak s přepravou osob, Os – osobní vlak |                                                     | |

## Navazující tratě

### Trutnov střed
- trať Jaroměř–Trutnov

### Teplice nad Metují
- trať Týniště nad Orlicí – Meziměstí

## Stanice a zastávky

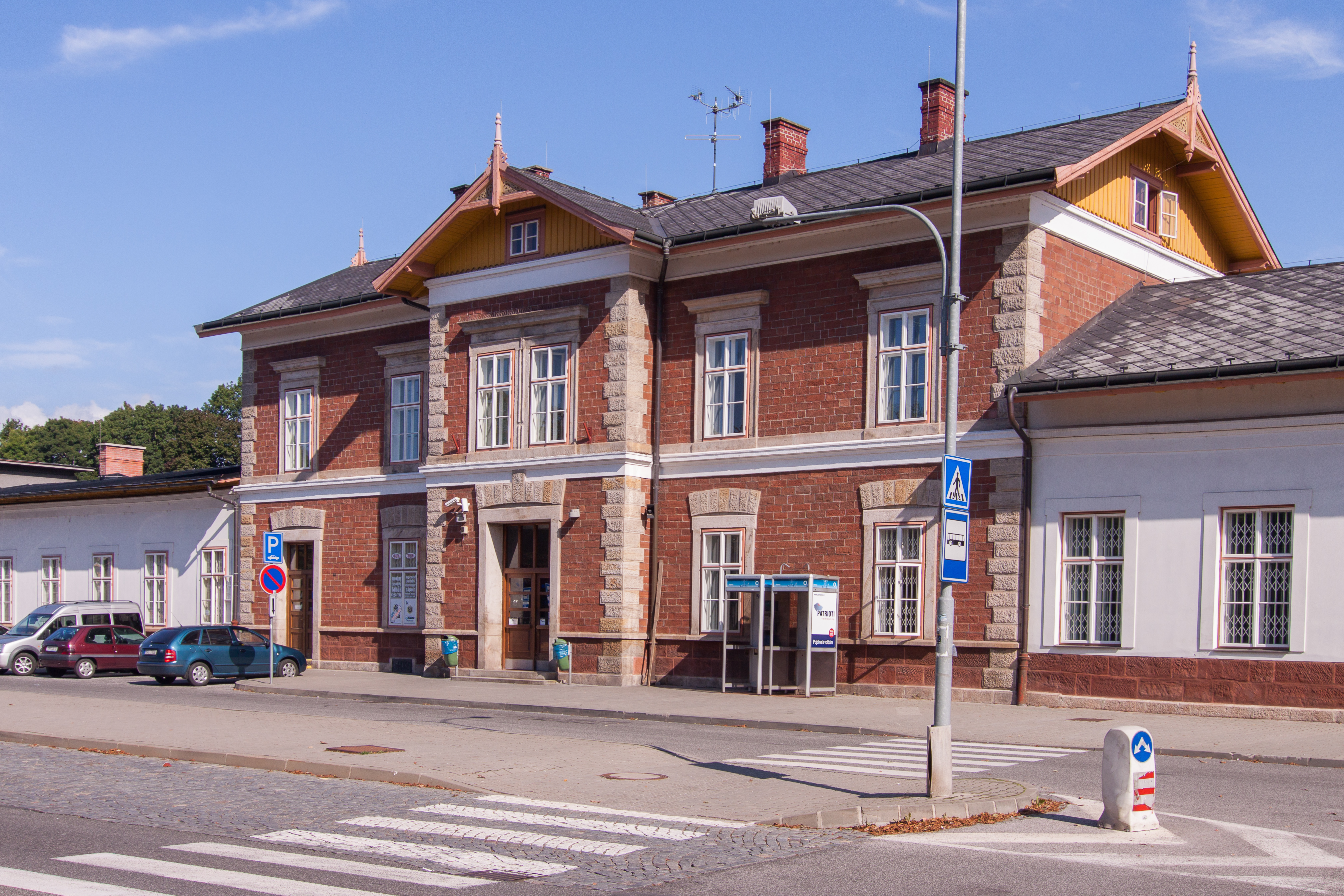
Trutnov hlavní nádraží
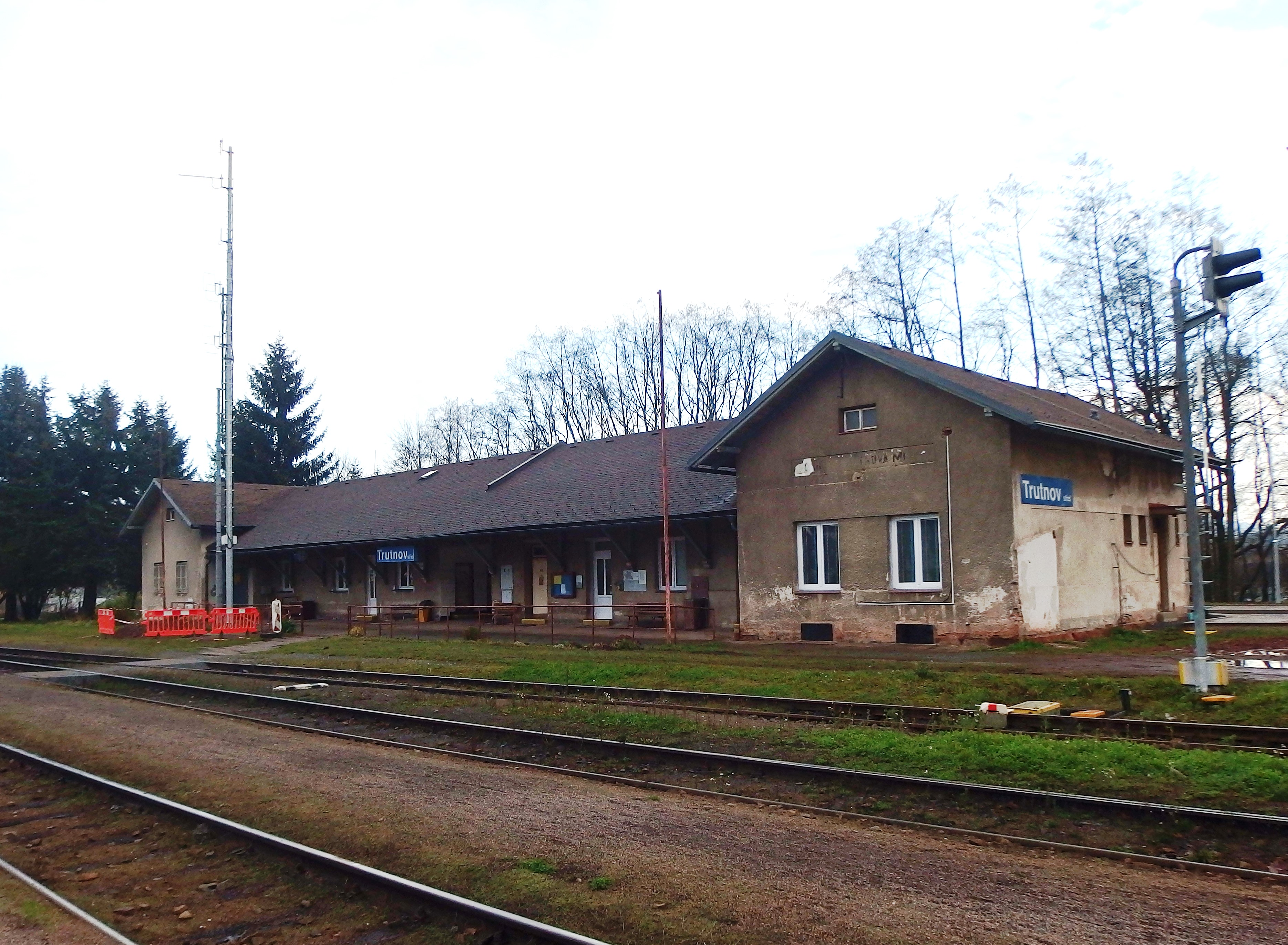
Trutnov střed
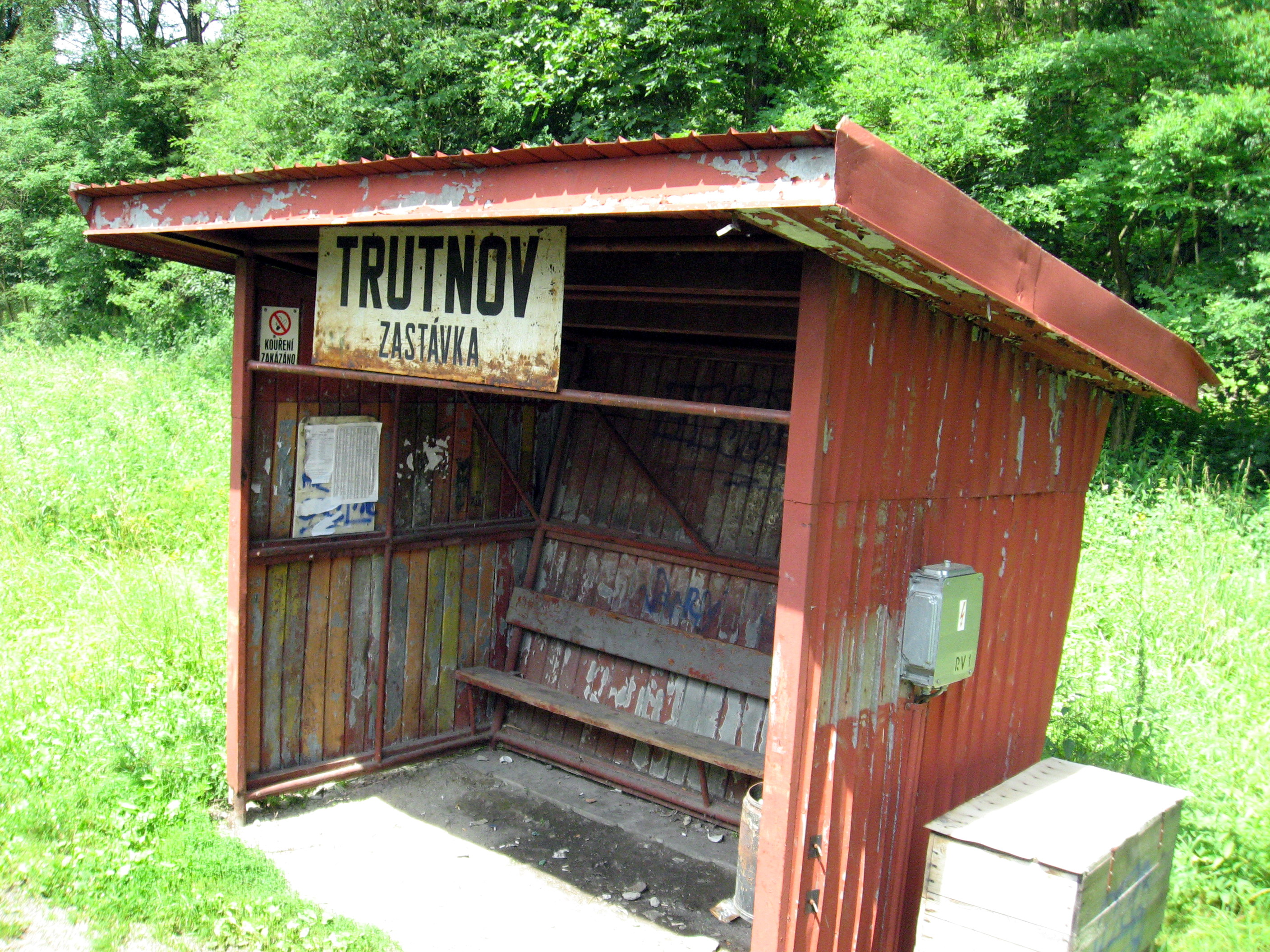
Trutnov zastávka
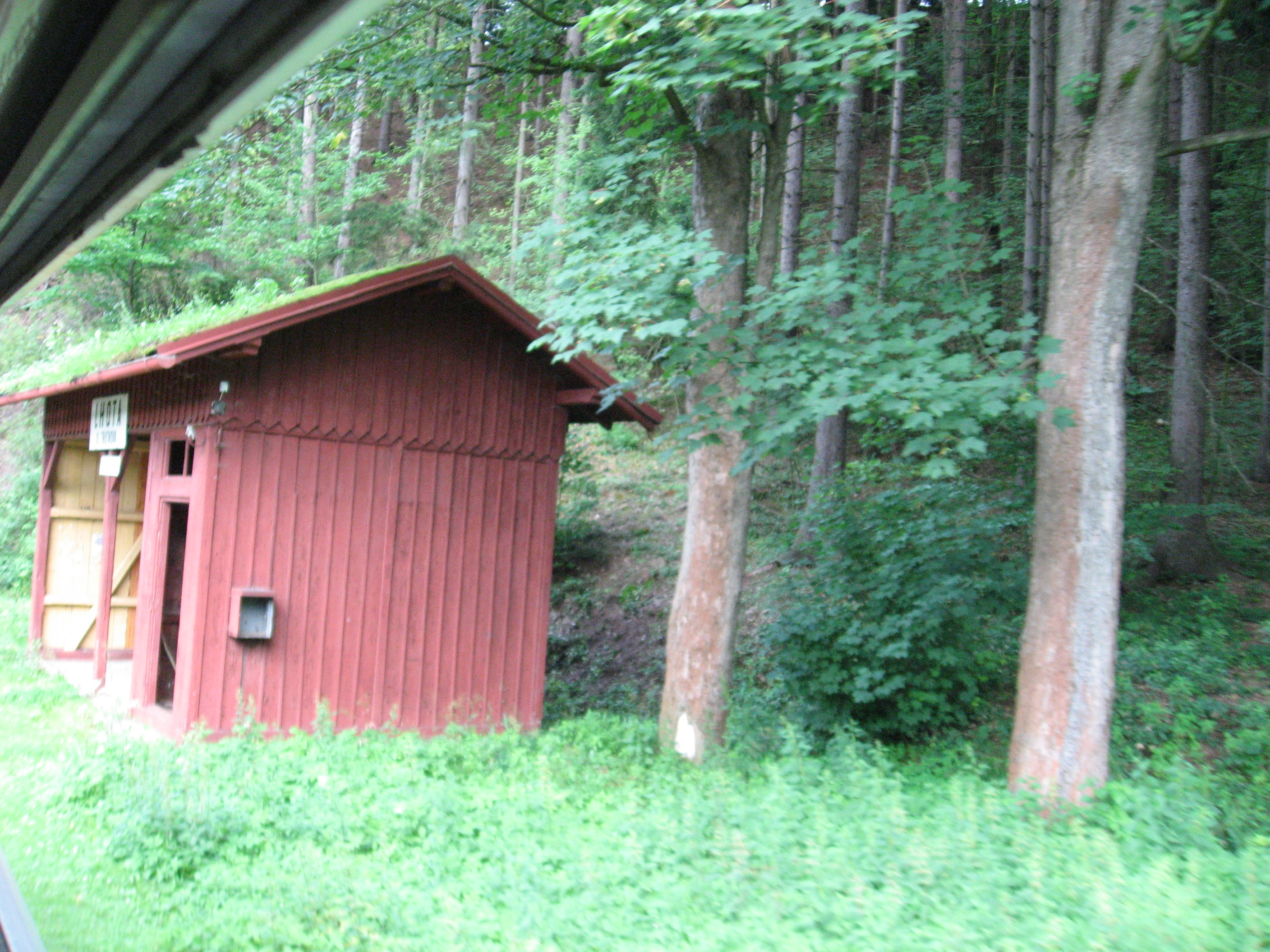
Lhota u Trutnova
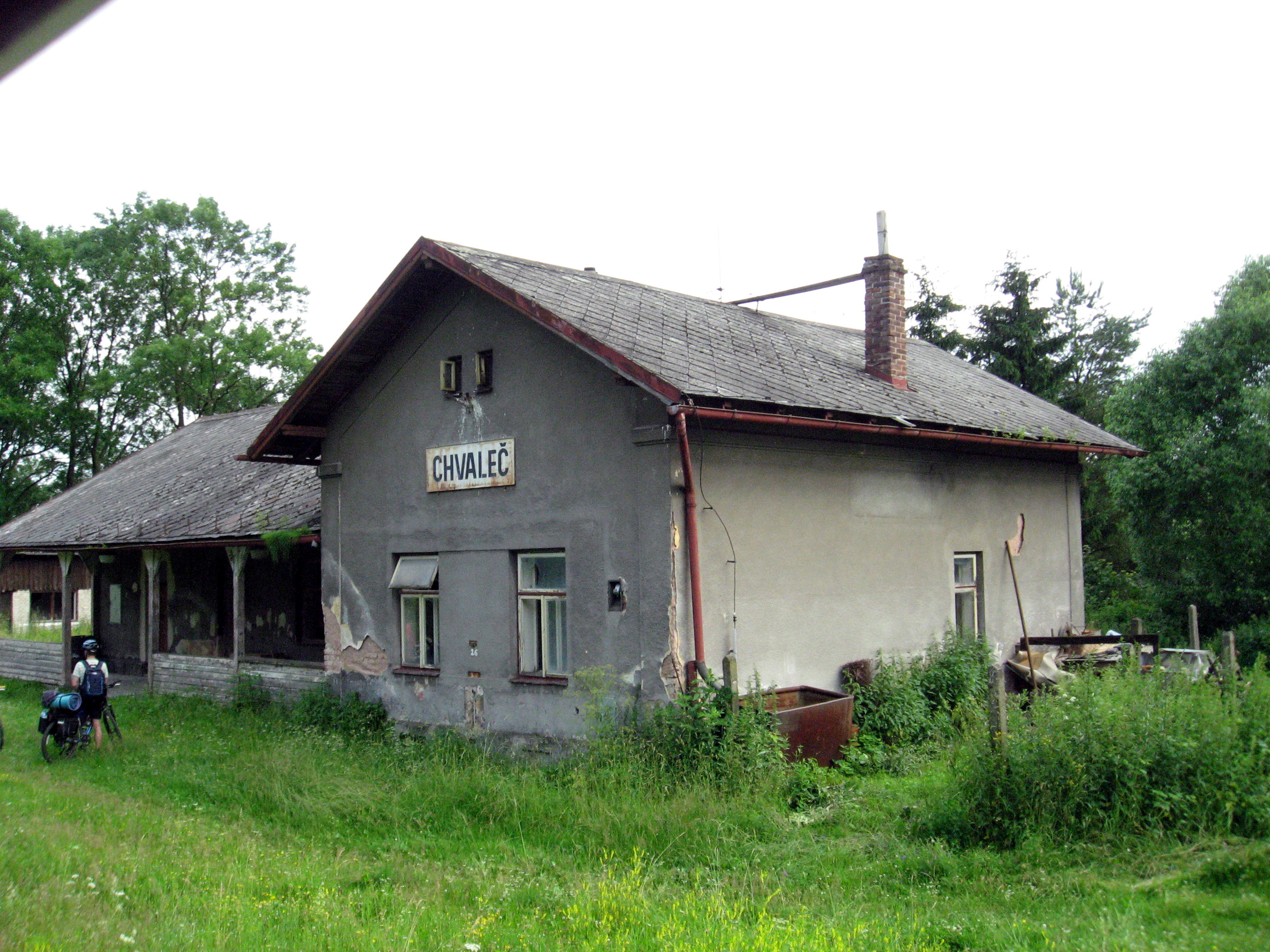
Chvaleč
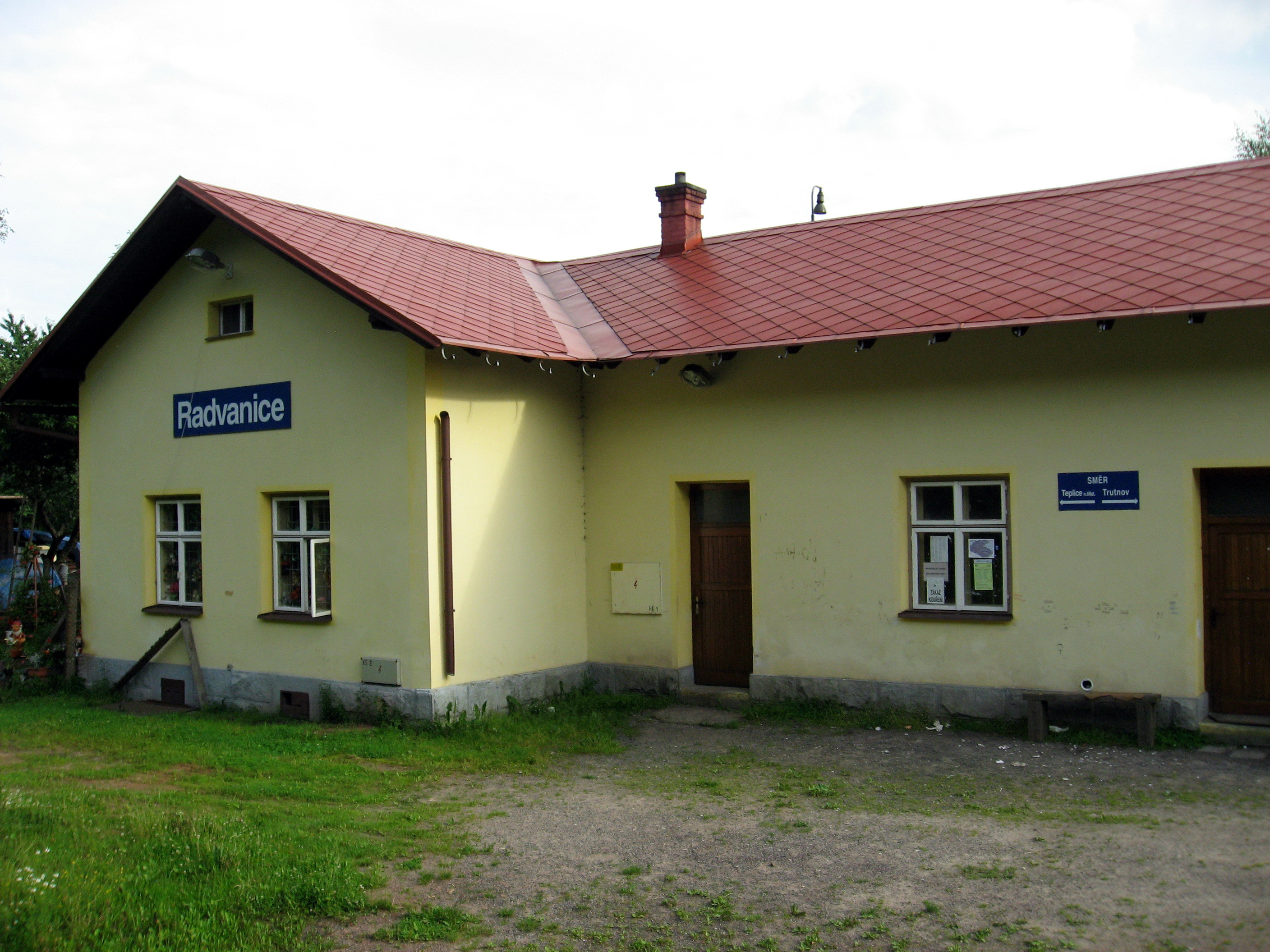
Radvanice
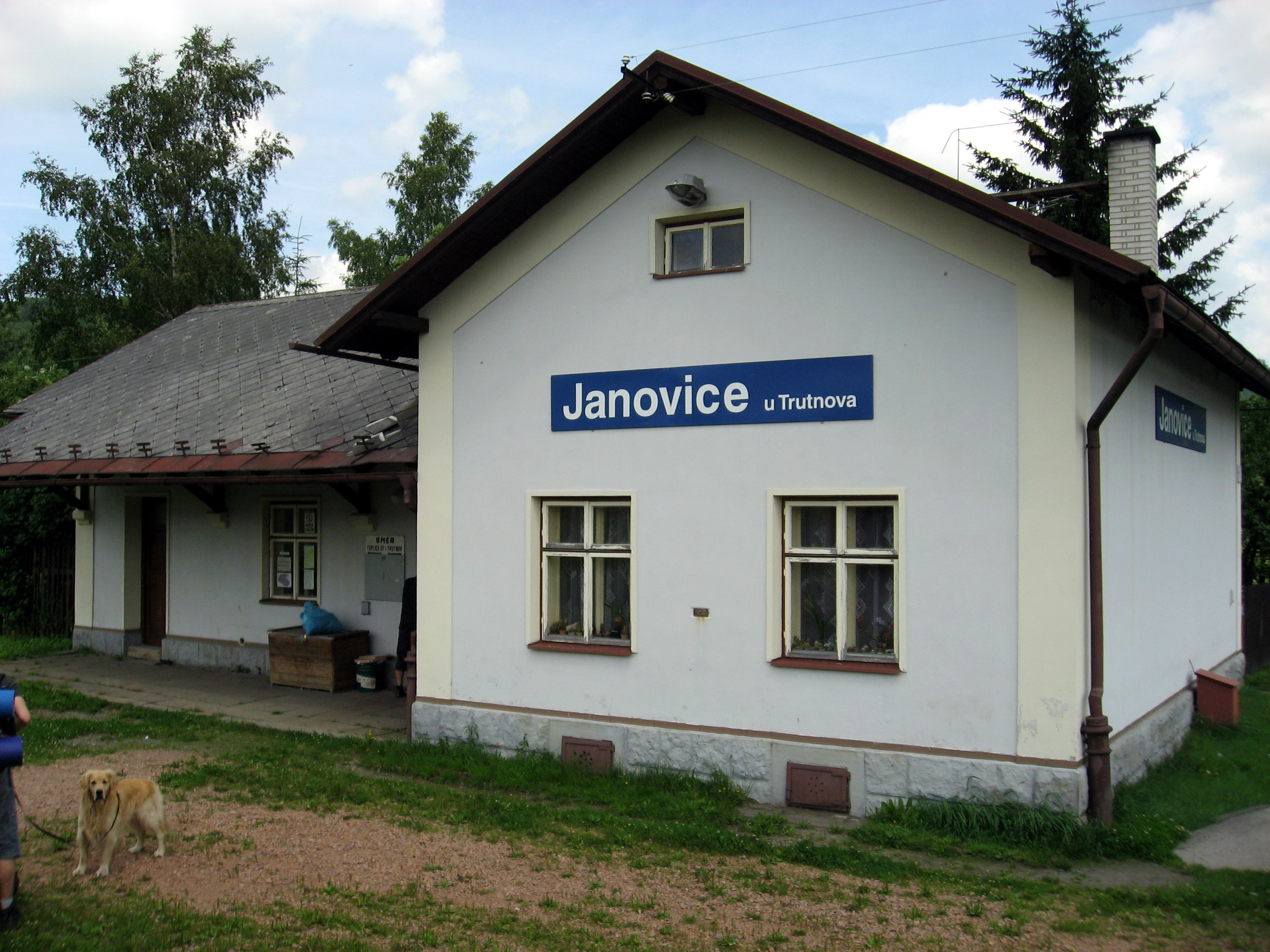
Janovice u Trutnova
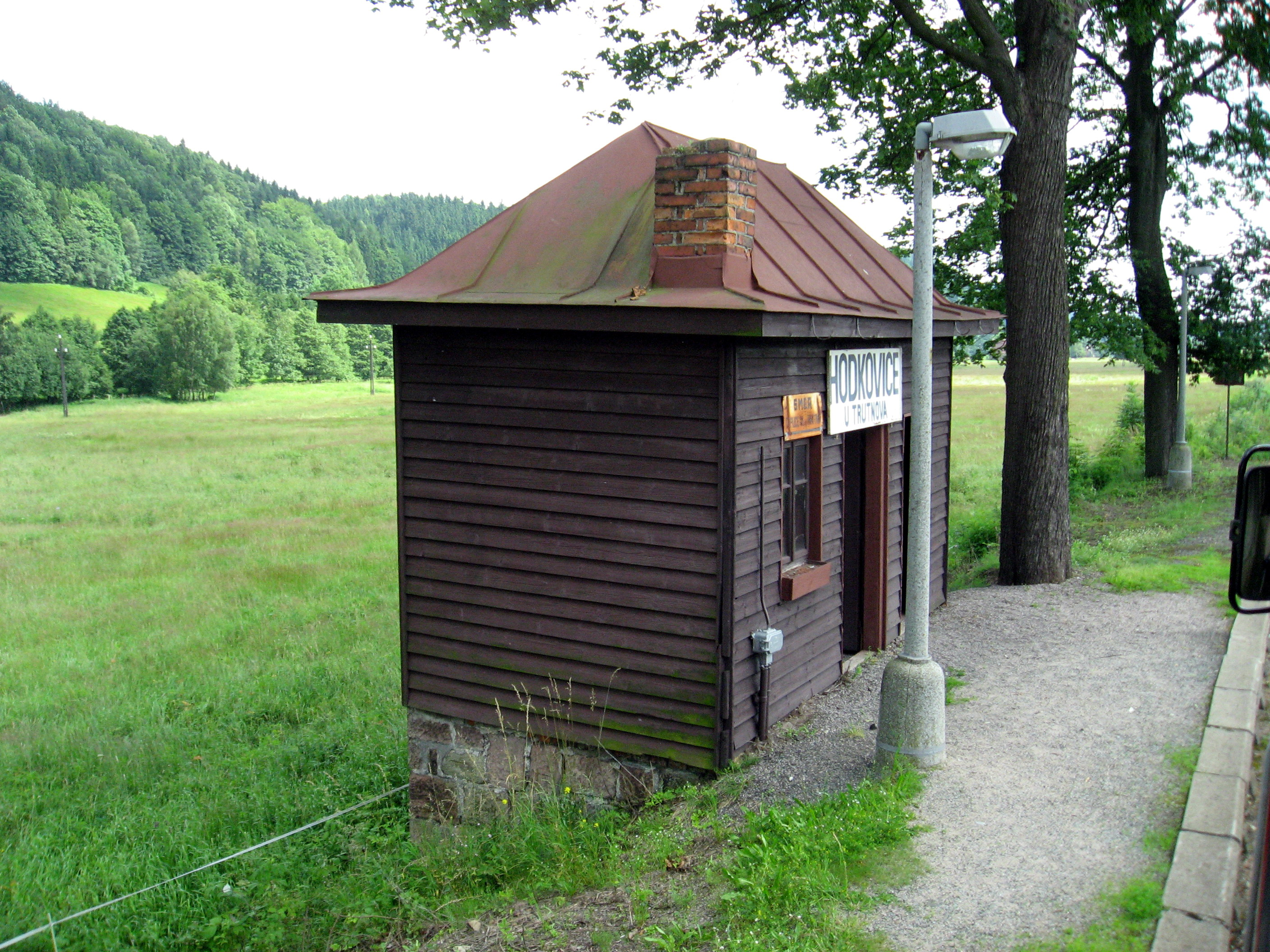
Hodkovice u Trutnova
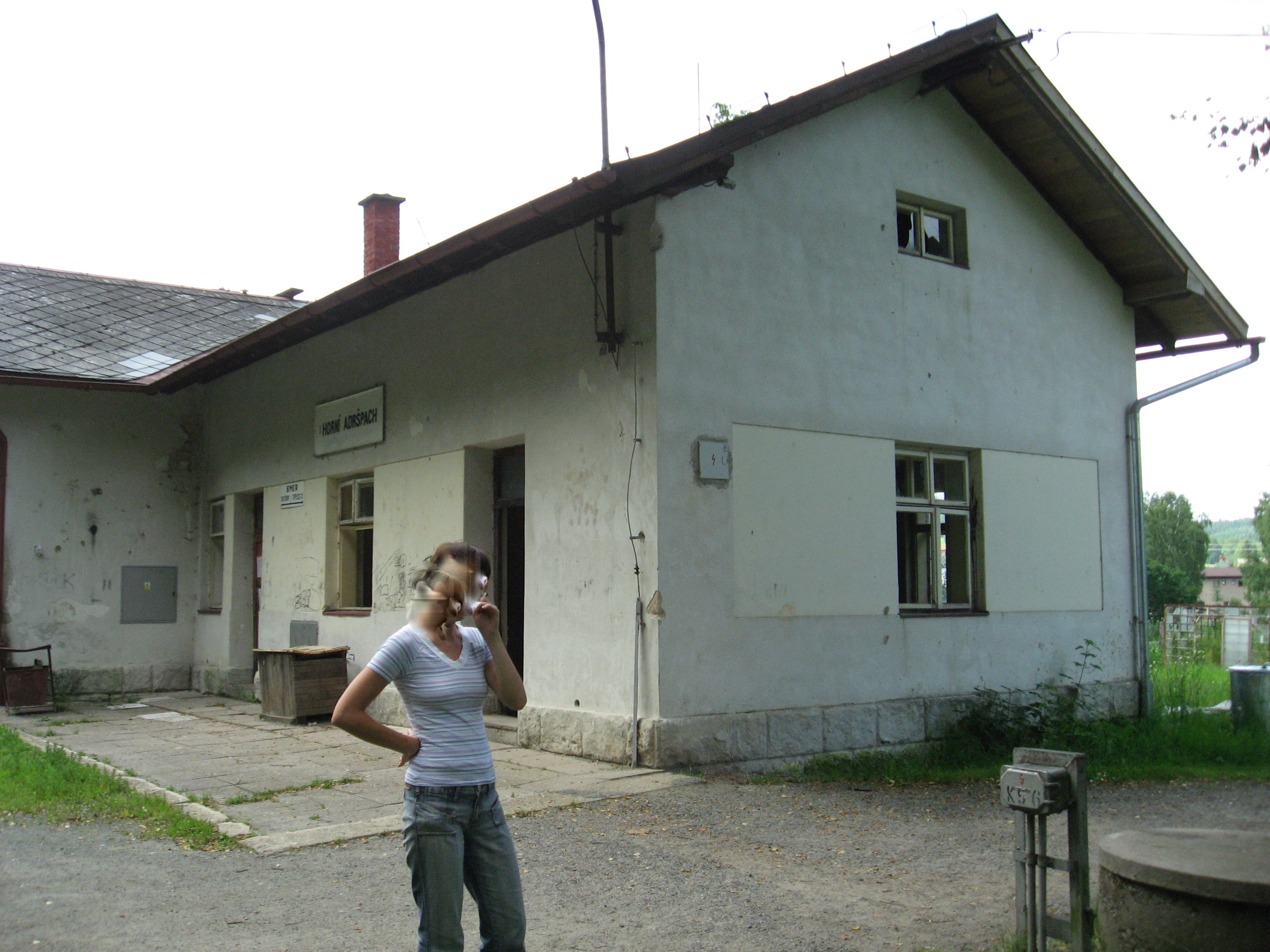
Horní Adršpach
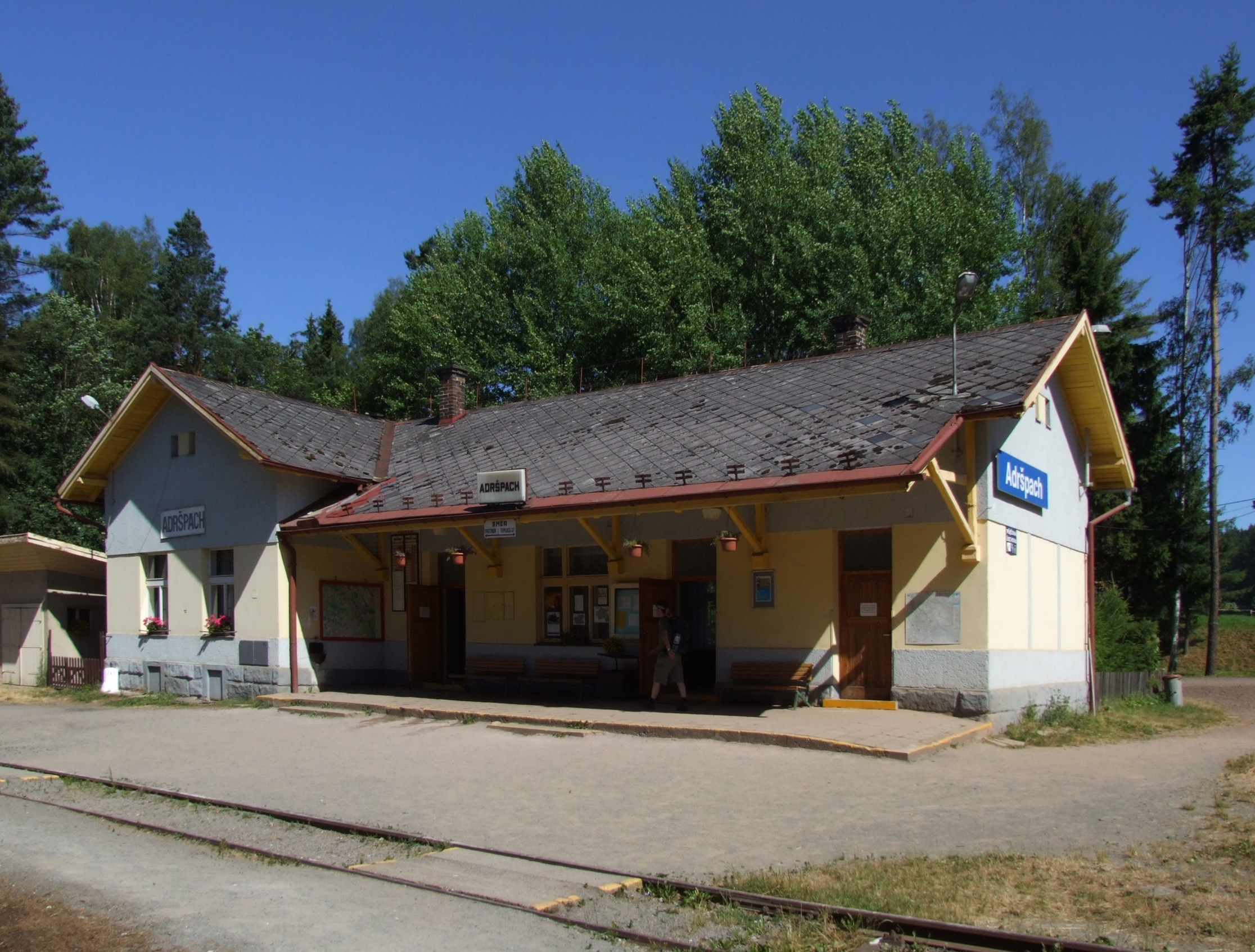
Adršpach
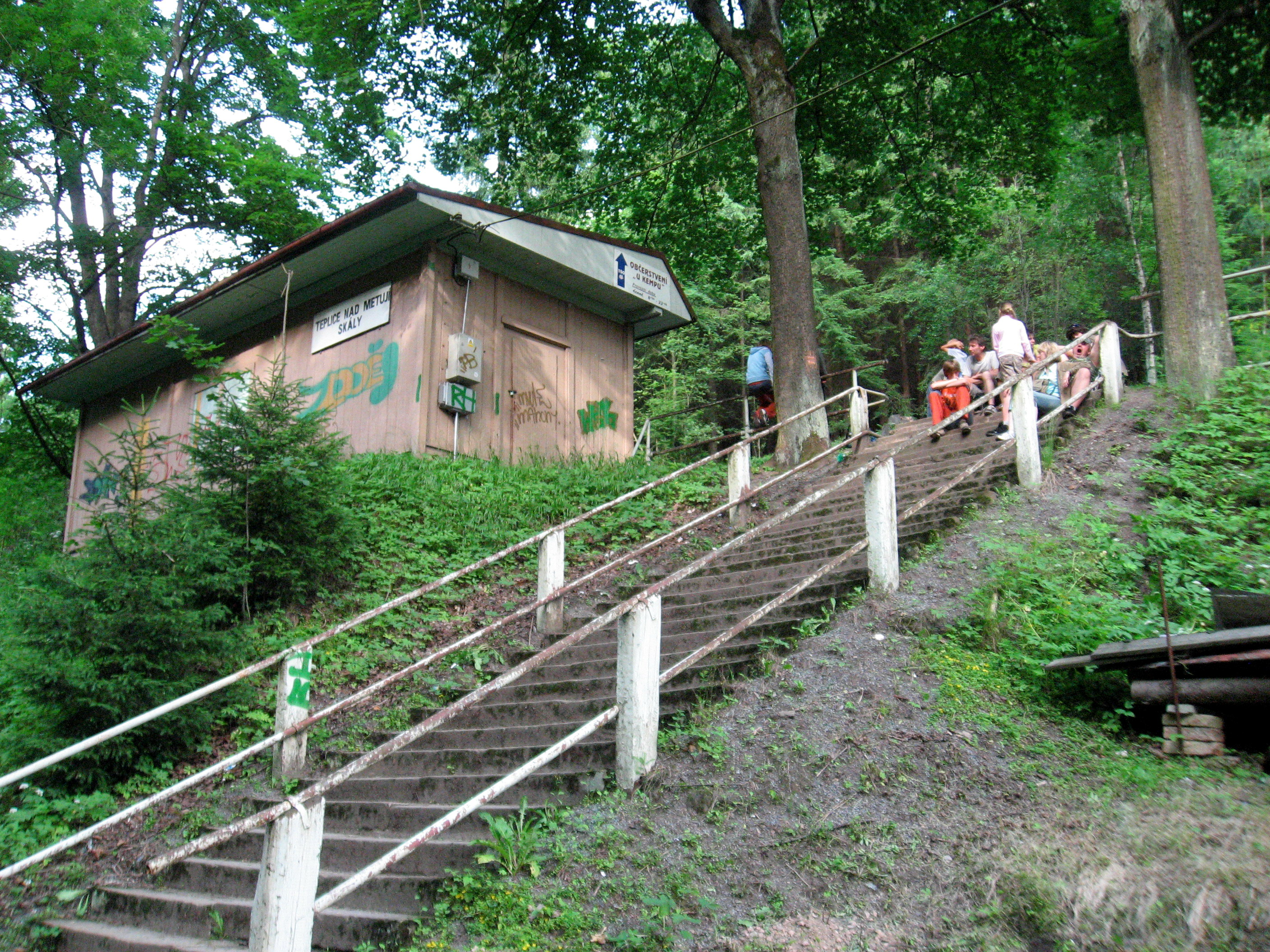
Teplice nad Metují skály
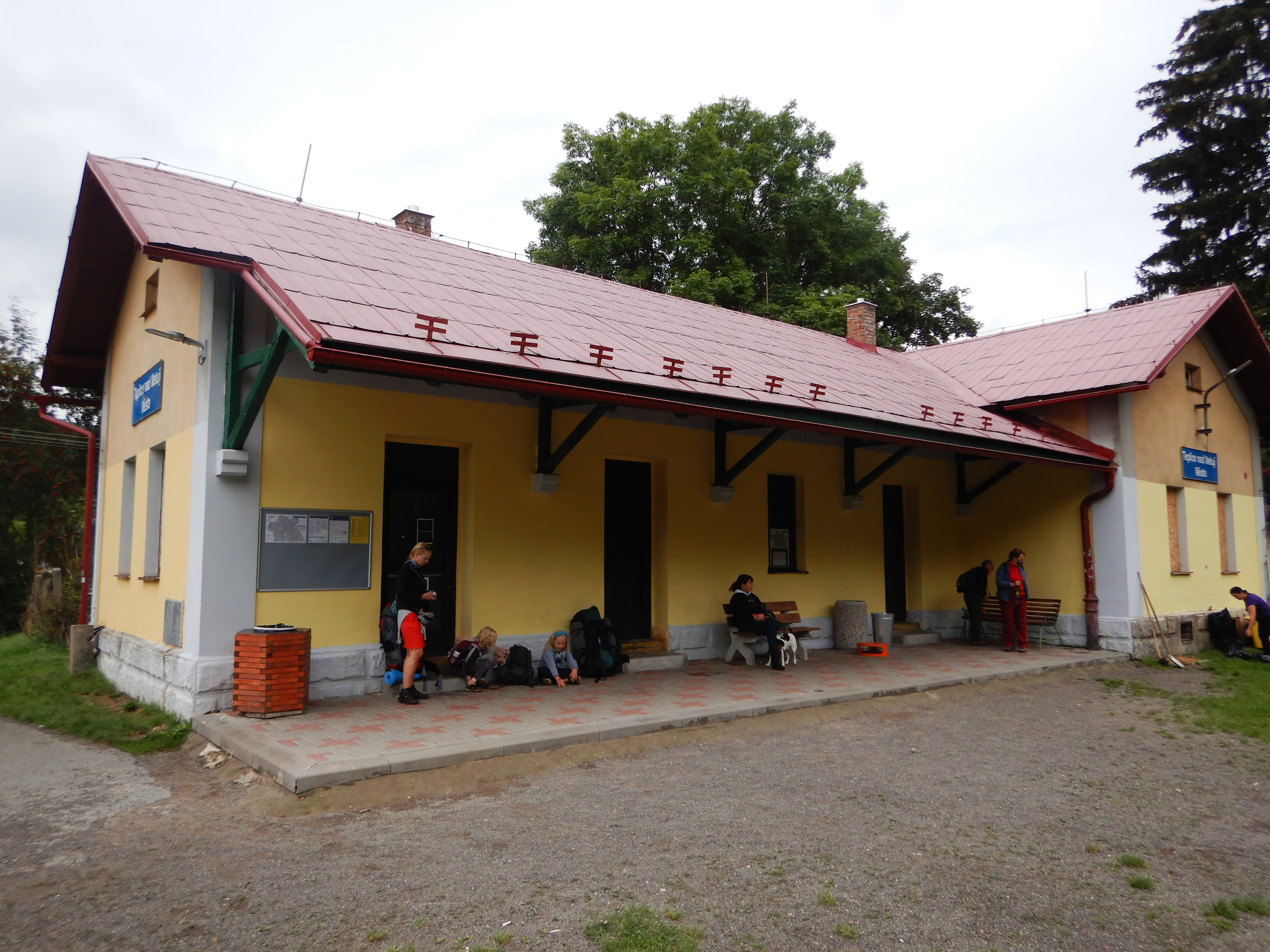
Teplice nad Metují město
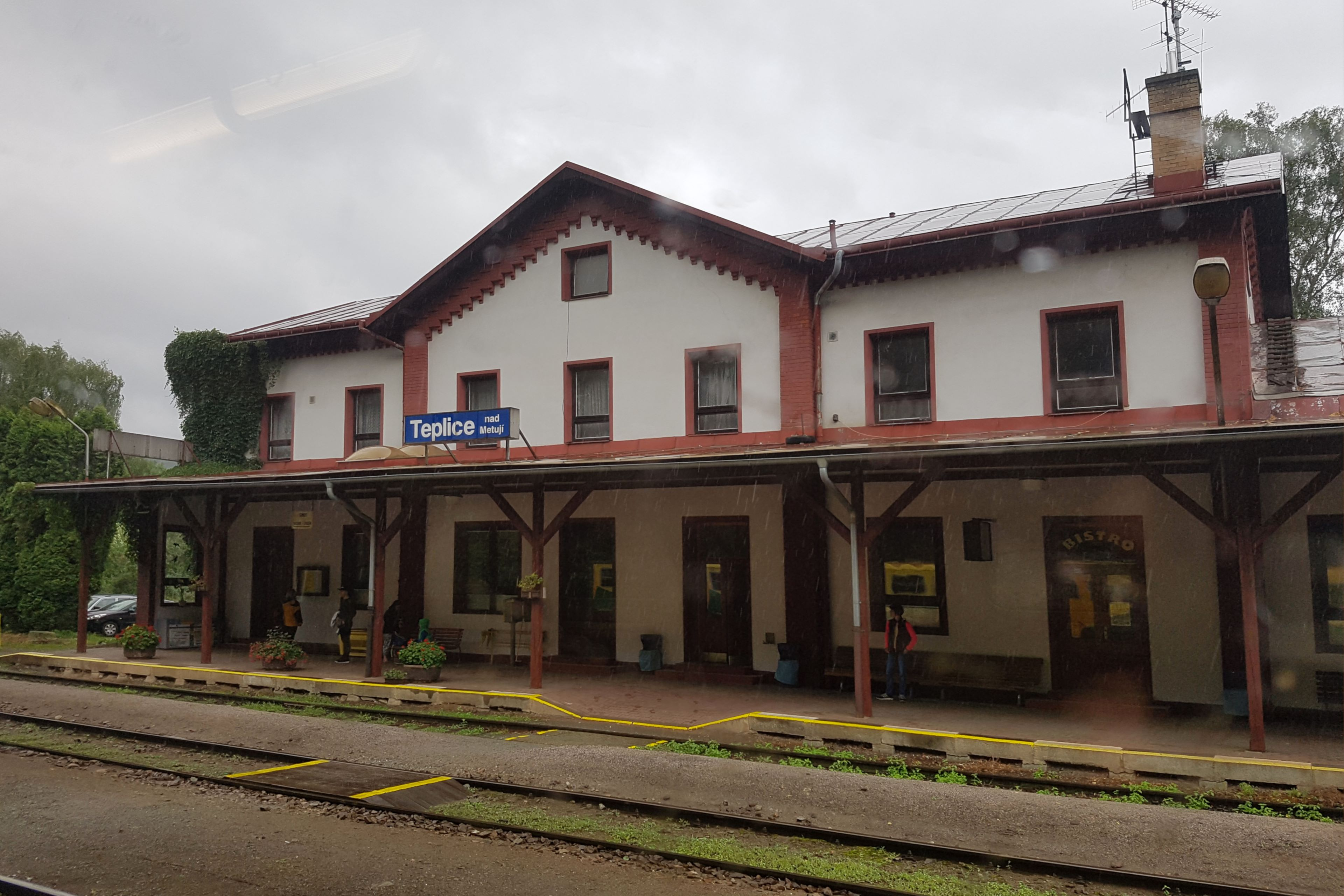
Teplice nad Metují

## Galerie

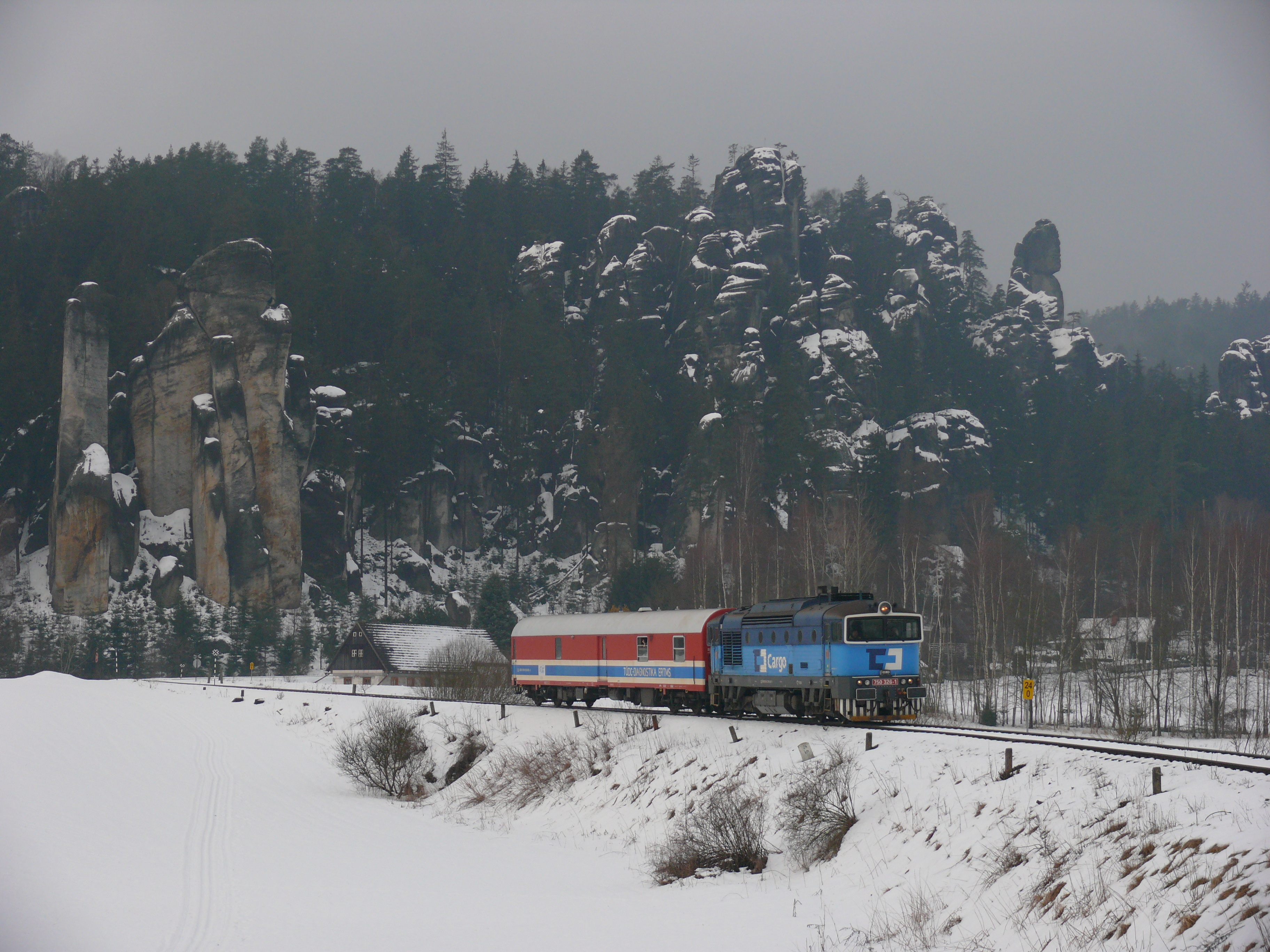
měřící vlak TÚDC s měřícím vozem ERTMS v roce 2018 (Adršpach)
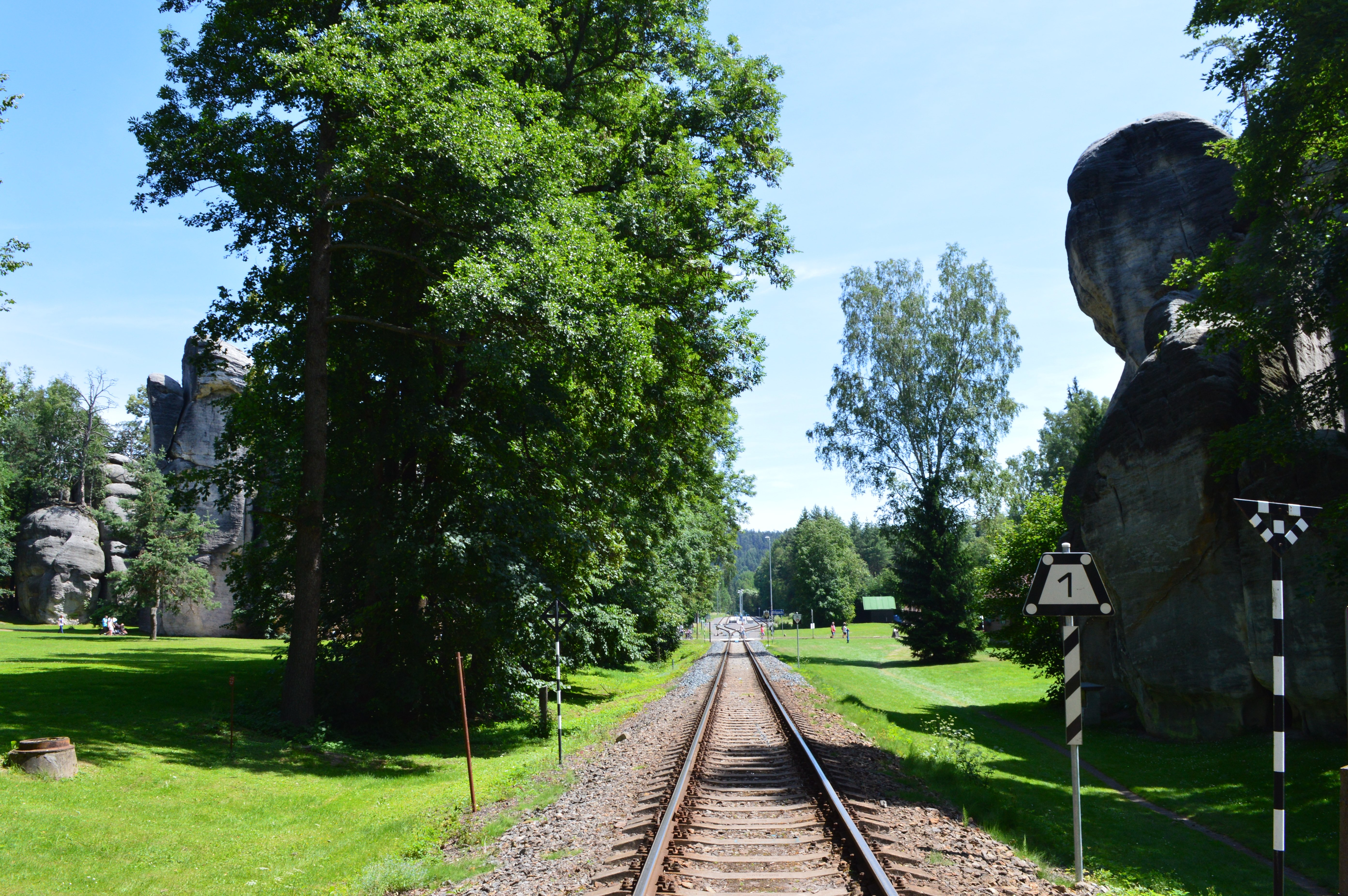
trať Trutnov – Teplice nad Metují před vstupem do Adršpašských skal
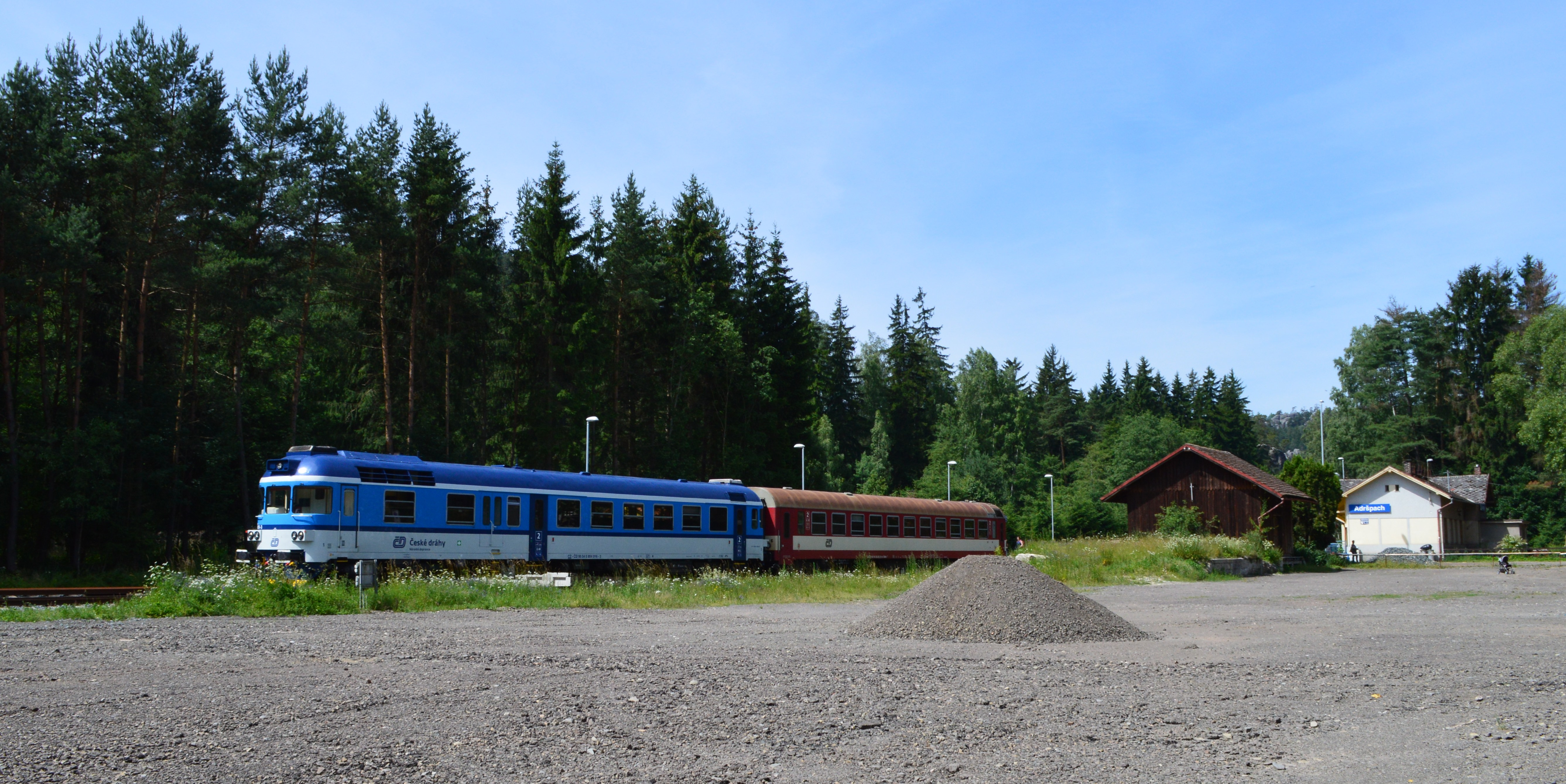
souprava vyjíždějící z nádraží Adršpach směrem na Teplice
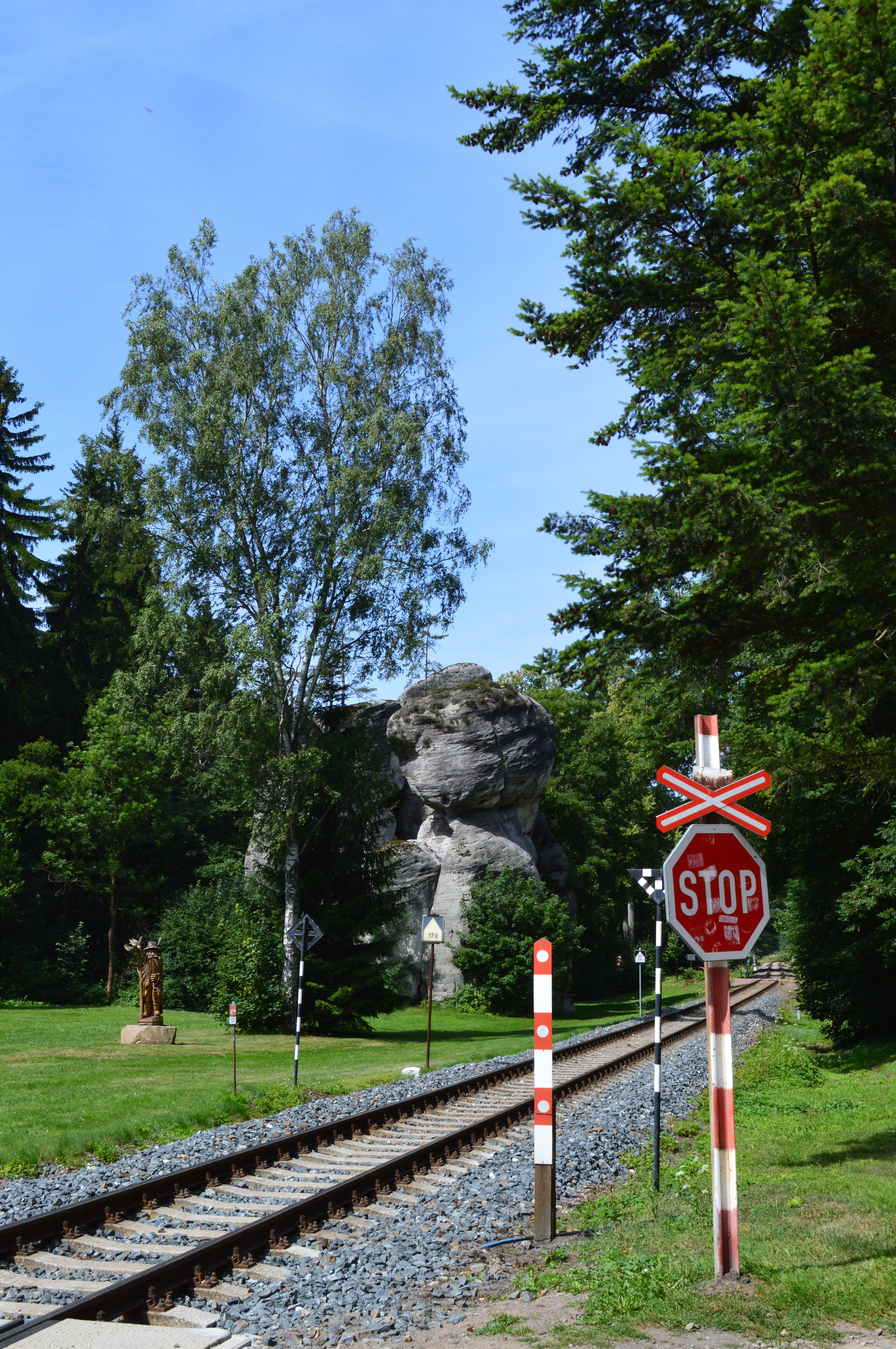
trať Trutnov – Teplice nad Metují před vstupem do Adršpašských skal
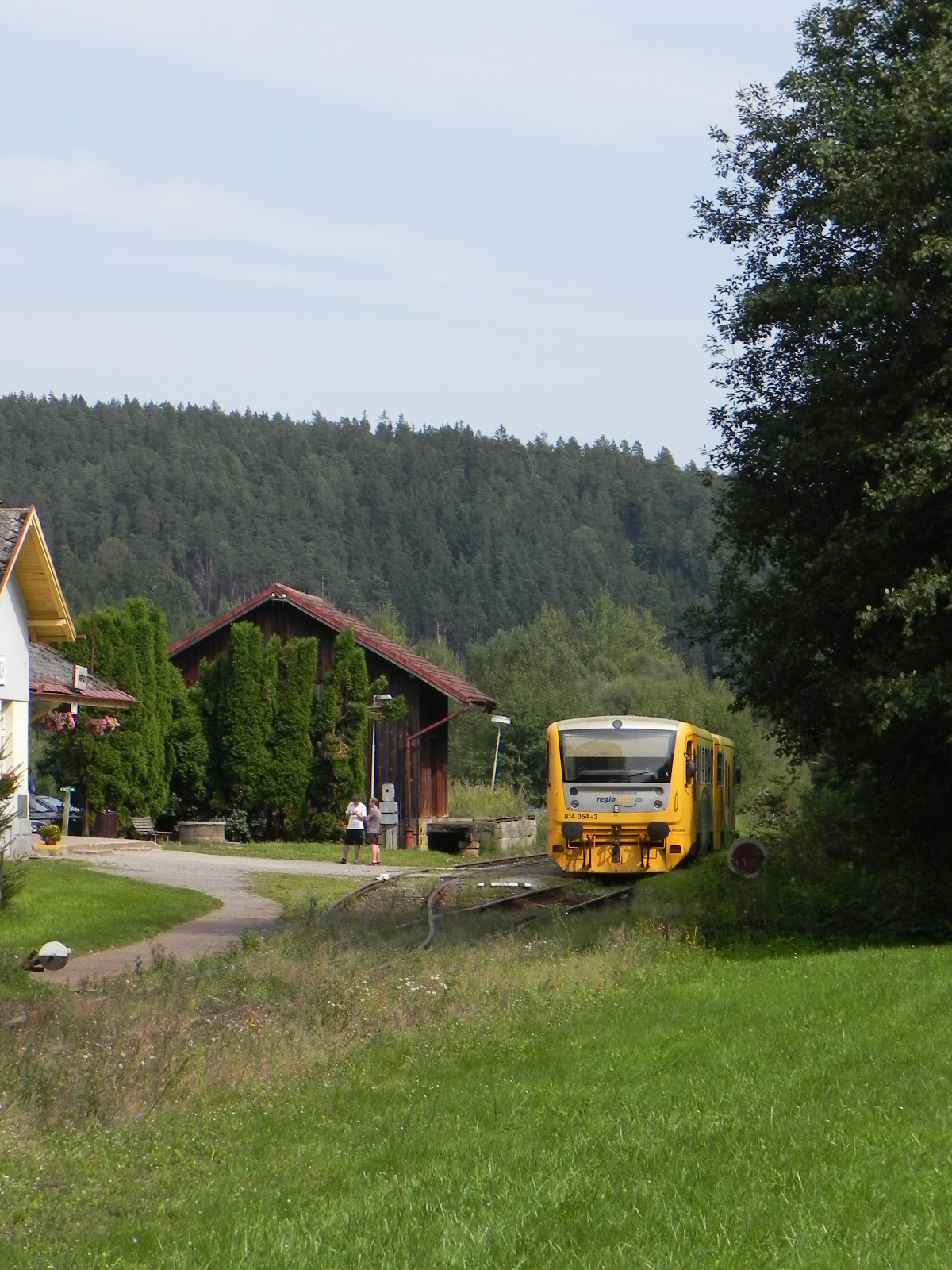
motorová jednotka 814 v dopravně Adršpach
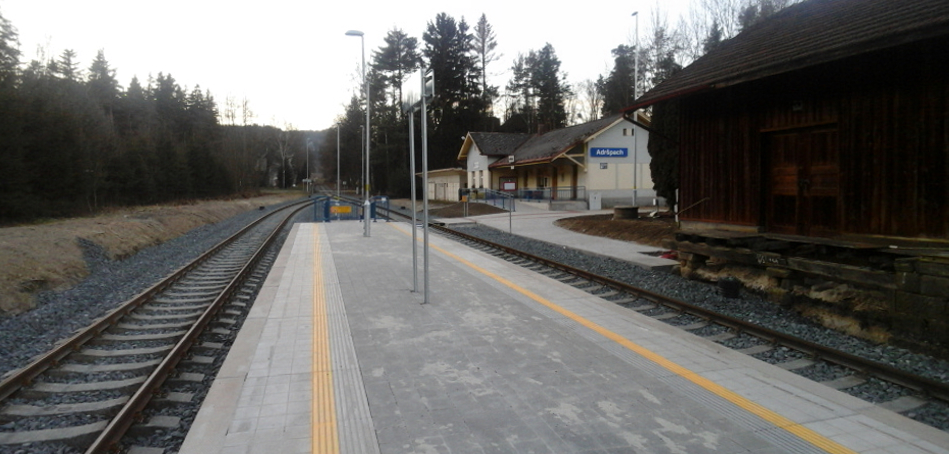
nádraží Adršpach po rekonstrukci v roce 2015